# Avenida de Mayo
Die Avenida de Mayo [aβeˈniða de ˈmaʒo] (span. „Maiallee“) ist eine große Allee im Stadtteil Montserrat von Buenos Aires, Argentinien. Geplant als majestätischer Boulevard nach Pariser Vorbild und nach heftigen Streitereien am 9. Juli 1894 eröffnet, gilt die Avenida de Mayo heute als Symbol für die argentinisch-spanischen Beziehungen und spiegelt die sozialen Probleme von Buenos Aires wider.

Avenida de Mayo (1) Cabildo (2) Intendencia (3) Café Tortoni (4) Pasaje Urquiza Anchorena (5) Hotel Astoria (6) Hotel Castelar (7) Esquina de la Hispanidad (8) Teatro Avenida (9) Pasaje Barolo - Beschreibungen siehe unten

Die hauptsächlich mit ahornblättrigen Platanen (platanus acerifolia) gesäumte Allee verbindet die historische Plaza de Mayo mit der Plaza del Congreso und kreuzt dabei auf halbem Weg die 16-spurige Hauptverkehrsader Avenida 9 de Julio. Sie beginnt an der Ecke Calle Bolívar (nach Simón Bolívar) und verläuft zwischen der südlichen Parallelstraße Calle Hipólito Yrigoyen (nach Hipólito Yrigoyen) und der nördlichen Avenida Rivadavia (nach Bernardino Rivadavia). Die 1350 Meter lange fünfspurige Einbahnstraße hat eine Fahrbahnbreite von 17 Metern und jeweils 3,25 Meter Bürgersteig auf beiden Seiten. Die Häuser entlang des Boulevards sind von 500 bis 1400 nummeriert, die höchsten Gebäude am Straßenrand sind das HSBC mit 29, das Galicia Norte mit 25 und der Palacio Barolo mit 22 Stockwerken. Unter der Avenida de Mayo verläuft die Linie A der U-Bahn von Buenos Aires, die älteste U-Bahn-Linie der südlichen Welthalbkugel.
Obwohl nach französischem Vorbild geplant, verwandelte der konstante Strom iberischer Einwanderer die Avenida de Mayo mit der Zeit in ein unverkennbar spanischen Boulevard nach Art der Gran Vía in Madrid. Das harmonische Miteinander von Jugendstil, Klassizismus und Eklektizismus in der Architektur der anliegenden Gebäude wurde zwischenzeitlich durch rücksichtslose bauliche Maßnahmen zerstört. Ein argentinisch-spanisches Sanierungsprojekt und der seit 1997 bestehende Denkmalschutz haben die einstige Pracht indessen größtenteils wiederhergestellt.
Da die Avenida de Mayo den Präsidentenpalast Casa Rosada mit dem Amtsgebäude des argentinischen Nationalkongresses verbindet, ist sie die erste Amtsroute frisch gewählter Staatspräsidenten und bevorzugter Ort für Nationalfeiern. Hier wurden Helden wie die Besatzungsmitglieder des Wasserflugzeugs Plus Ultra nach der ersten Atlantikkreuzung und der Luftfahrtpionier Jorge Newbery gefeiert, aber auch berühmte Persönlichkeiten mit Trauermärschen zu Grabe getragen. Die Avenida de Mayo ist darüber hinaus die klassische Route für Protestmärsche.

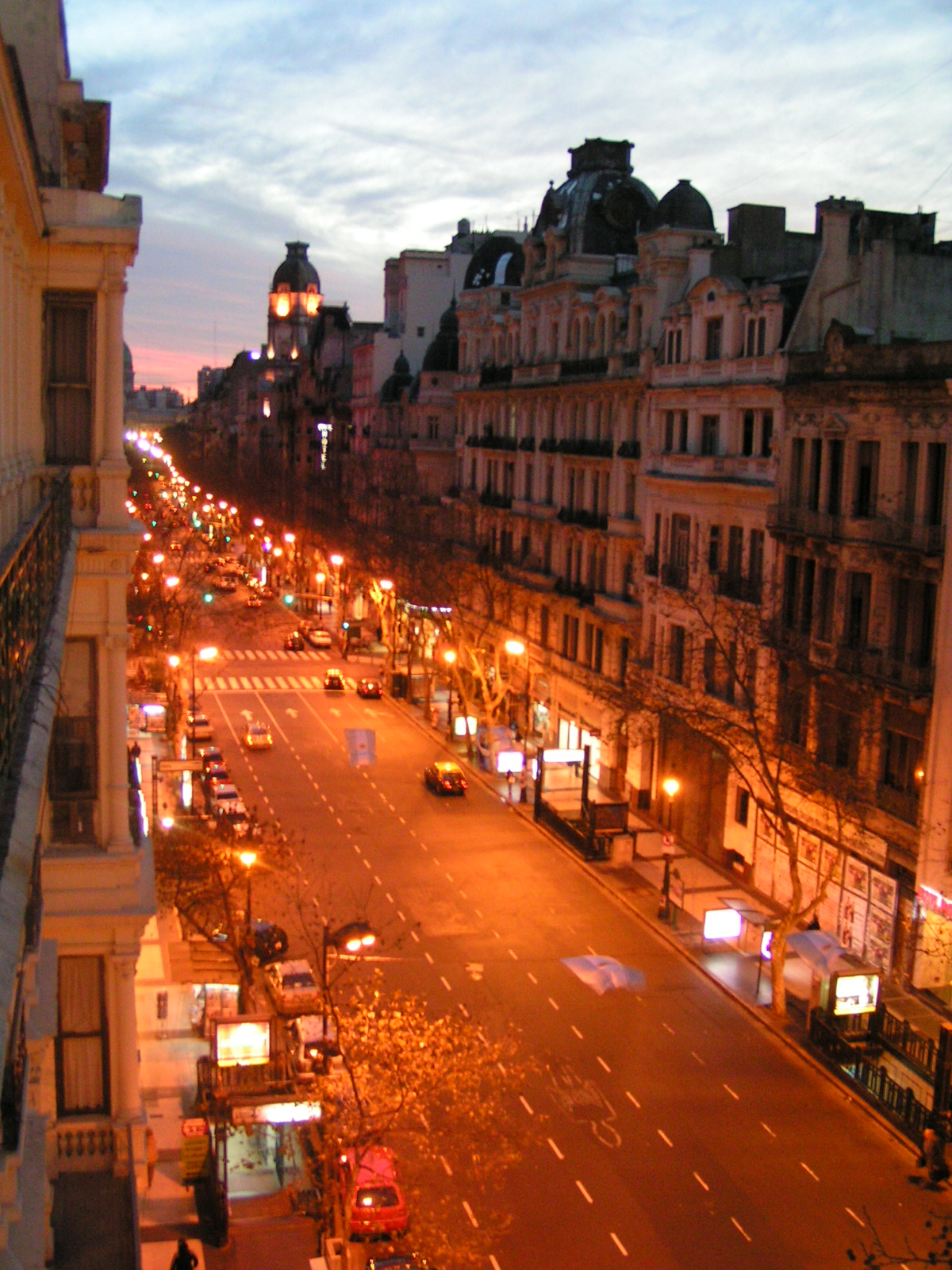
Avenida de Mayo mit Blick in Richtung Congreso

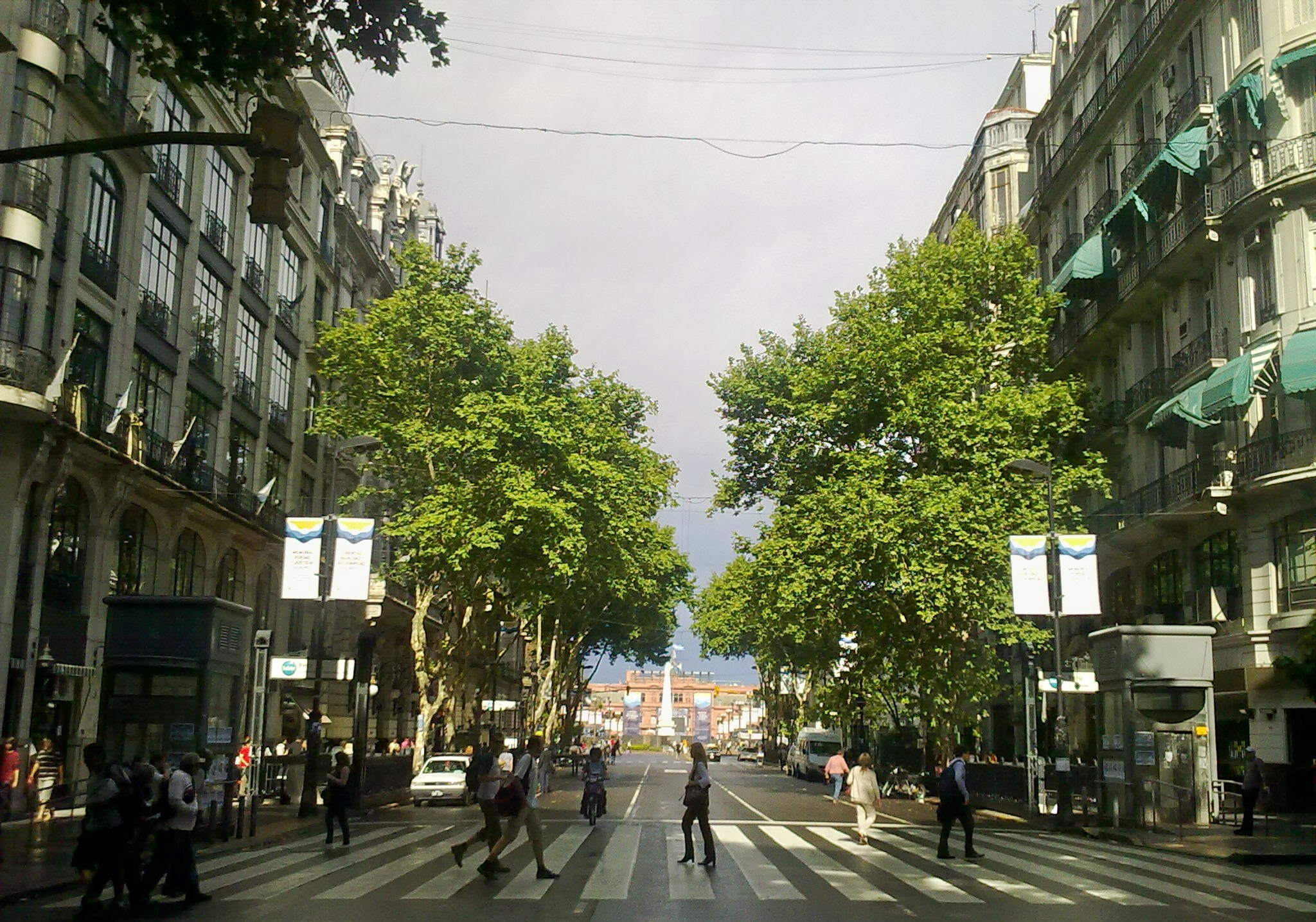
Avenida de Mayo mit Blick auf die Casa Rosada

## Geschichte
Zwischen 1850 und 1880 existierten im öffentlichen Raum von Buenos Aires noch zwei parallele Ausdrucksformen, nämlich die in allmählicher Auflösung befindliche koloniale und die sie ablösende bürgerliche, deren Vorbild in Paris von dem unter Napoleon III. wirkenden Georges-Eugène Haussmann geschaffen worden war. Domingo Faustino Sarmiento, der in Torcuato de Alvear, Bürgermeister von Buenos Aires von 1883 bis 1887, den „argentinischen Haussmann“ sah, hatte mit seinem Buch „Barbarei und Zivilisation“ (1845)  die lang anhaltende Grundlage dafür geschaffen, Frankreich als Vorbild für die Ausrichtung des argentinischen Nationalstaates anzusehen.
1880 wurde Buenos Aires zur Hauptstadt Argentiniens. Hafenbauarbeiten, die damals noch junge Eisenbahn und ein beständiger Strom von Einwanderern erhöhten den wirtschaftlichen Verkehr und die Bevölkerungsdichte der Großstadt. Politiker und Intellektuelle wie Alvear – die „80er Generation“ (generación del 80) – trieben den technischen Fortschritt voran und versuchten, Buenos Aires mit Hilfe ausländischer Investitionen zu einer modernen Weltstadt aufzubauen.

### Planung und Streitigkeiten
Alvear verfolgte dieses Ziel, indem er die Straßen des Stadtzentrums attraktiver gestalten wollte. 1882 wandte er sich mit dem Wunsch an den damaligen argentinischen Innenminister Bernardo de Irigoyen, einen Prachtboulevard zu bauen. Irigoyen sollte die Gemeinnützigkeit dieses Vorhabens bestätigen, um die rechtliche Grundlage für staatliche Bezuschussung und die notwendige Enteignung von Grundstückseigentümern zwischen den Plätzen Plaza de la Victoria (heute Plaza de Mayo) und Plaza Lorea und den Straßen Avenida Rivadavia und Calle Victoria (heute Calle Hipólito Yrigoyen) zu schaffen. Am 31. Oktober 1884 reichte Alvear das Gesetz Nr. 1583 zur Prüfung ein, das den Bau einer 30 Meter breiten Allee mit Namen 25 de Mayo zwischen den abgesteckten Grenzpunkten autorisieren sollte.
Von diesem Moment ab wurde das Vorhaben scharf diskutiert. Die Gegner des Projekts kritisierten, es gäbe dringlichere Dinge als den Bau einer Prachtallee: Wasserleitungen und Kanalisation sollten ausgebaut, die Straßen repariert und mit den stadtnahen Sümpfen die Quelle zahlreicher Fieberinfektionen trockengelegt werden.
Die Gemeindeverwaltung hielt dem neben dem Verschönerungsaspekt entgegen, die Straße sei unverzichtbar, um den Verkehrsfluss zwischen dem Stadthafen und dem Bahnhof am Plaza Once de Septiembre zu entlasten und die Hygienebedingungen zu verbessern, indem sie als „Lunge“ die Luftzufuhr zum Stadtkern verbesserte und so der von Epidemien gebeutelten Stadt Erleichterung verschaffe. 1884 wurde Alvear kurzzeitig seines Amtes enthoben, weil er nach Meinung der Opposition „das Überflüssige über das Notwendige“ stellte und Staatsgelder verschwendete.
Eine wichtige Frage der Planungsphase war, ob der Boulevard durch Verbreiterung der nördlichen  Avenida Rivadavia oder durch Einziehen einer komplett neuen Strecke zwischen den Parallelstraßen Rivadavia und Victoria errichtet werden sollte. Der Architekt und Direktor öffentlicher Arbeiten Juan Antonio Buschiazzo setzte letzteres durch, weil sich so der Widerspruch zwischen Neubauten an der Südseite und heruntergekommenen alten Bauten an der Nordseite vermeiden ließ und weil Rivadavia und Victoria nicht perfekt parallel waren und zusätzliche harmonisierende Bauarbeiten angefallen wären. Die Zeitung La Nación sprach sich ebenfalls für den zweiten Entwurf aus, allerdings aus dem pragmatischeren Grund, dass auf diese Weise die Fundamente baufälliger Konstruktionen zwangsweise bereinigt werden müssten.
Der Nationalkongress Argentiniens schob indessen die Entscheidung über Alvears „Straßenöffnungsgesetz“ hinaus: Der Senat wurde sich nicht über die Zuschussfrage einig, weil die Abgeordnetenkammer den Begriff „Gemeinnützigkeit“ diskutierte. Das Problem war, dass der Staat der Gemeinde nur dann finanzielle Mittel geben konnte, wenn die Notwendigkeit der Baumaßnahme für das Wohl der Bevölkerung erwiesen war.
Später verzögerte sich der Baubeginn wegen der Enteignungen. Die Enteignungen trieben die Projektkosten in die Höhe, denn der betroffene Streifen war dicht besiedelt und eine Menge Anwohner mussten entschädigt werden. Die Bevölkerung befürchtete, die Stadt könne sich das Projekt nicht leisten, denn nach geltendem Kommunalgesetz beinhaltete die Enteignung nicht nur den Grund und Boden an sich, sondern auch alle übrigen Besitztümer, die nach Höchstgebot verkauft wurden. Alvear begegnete diesen Befürchtungen mit dem Argument, die durch den Bau des Boulevards steigenden Grundstückswerte und angelockte Luxusgeschäfte würden den Verlust aufwiegen.
Die Enteigneten selbst argumentierten, die Enteignung sei verfassungswidrig, da größere Gebiete eingefordert würden als letztendlich nötig waren. Dies löste eine neue Grunddebatte über die Rechtmäßigkeit der erzwungenen Verkäufe aus, insbesondere derjenigen Gebiete, die laut Plan faktisch nicht benötigt würden. Der Bürgermeister entgegnete, die Stadt biete mehr als der Besitz wert sei, was zum Wohle der Betroffenen sei. Für Aufsehen sorgte der Fall von Isabel Armstrong de Elortondo, deren Anwesen in der Straße Calle Perú zweigeteilt war. Der Oberste Gerichtshof urteilte 1888, die Stadt dürfe nur den Teil des Grundes kaufen, der für den Bau der Allee notwendig sei. Nach diesem Urteil konnten die Anwohner große Geldsummen fordern und gleichzeitig von der nachfolgenden Vervielfachung des Wertes ihrer Besitztümer profitieren.
1888 trat der Hygienearzt Antonio F. Crespo das Amt des Bürgermeisters an. Er sprach sich für eine Ablehnung des Straßenöffnungsgesetzes seines Vorgängers aus und argumentierte, eine einzige Allee sei nicht genug, um Belüftung und Hygienesituation der Innenstadt zu verbessern. Beim beabsichtigten Bau der Avenida de Mayo könne es sich also lediglich um eine Verzierung ohne praktischen Nutzen handeln.
Zum Zeitpunkt Crespos Kritik war die Entscheidung aber bereits gefallen: Die Öffentlichkeit sprach sich für eine Durchführung des Projektes aus. Sollte die Allee ursprünglich 25 de Mayo heißen, einigte man sich jetzt auf Avenida de Mayo, als Anspielung auf die Mairevolution am 25. Mai 1810, die zur Gründung der ersten argentinischen Regierung führte.

### Abrissarbeiten

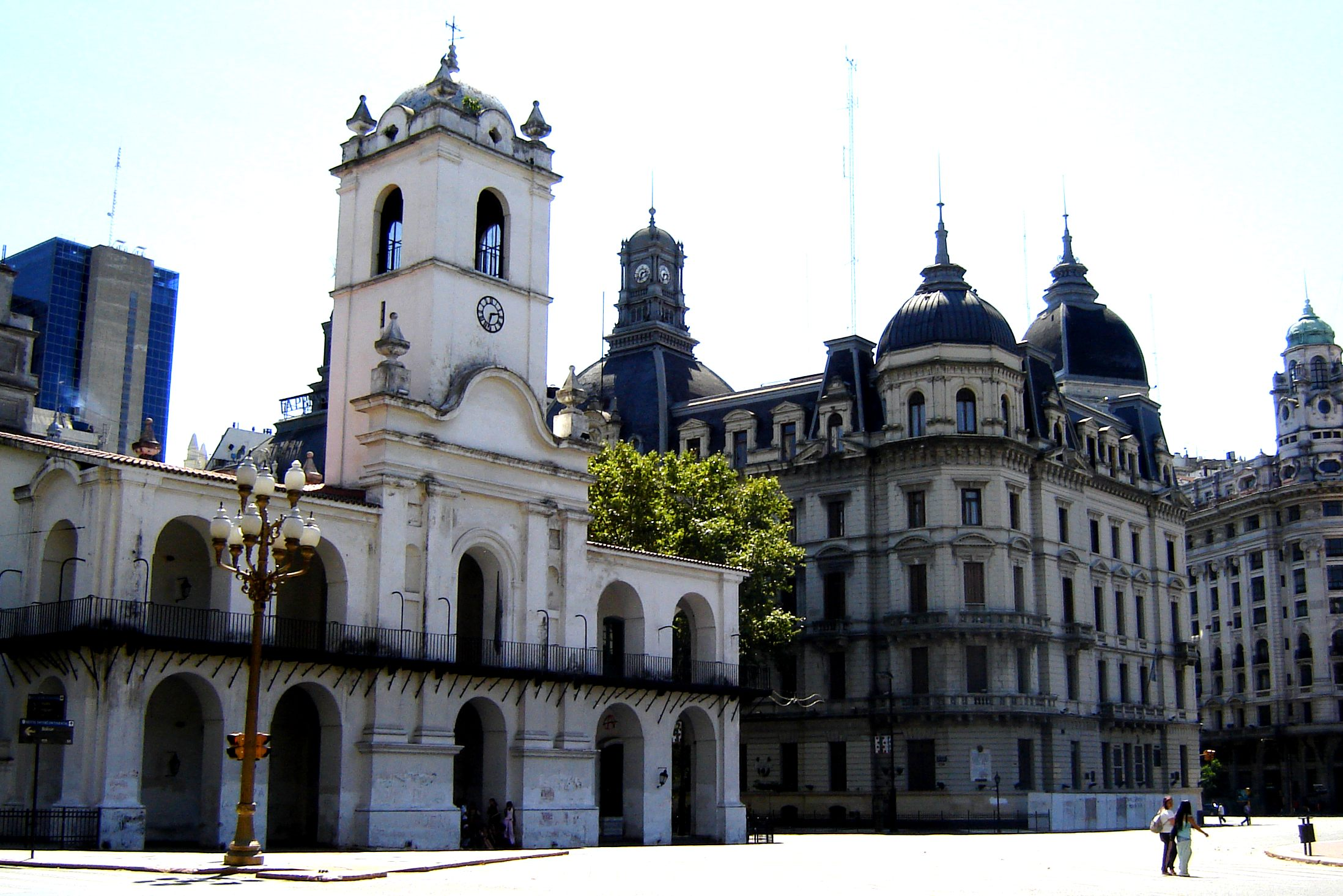
Das Cabildo verlor durch die Abrissarbeiten beidseitig drei seiner Torbögen

Am 25. Mai 1888 begannen die Abrissarbeiten für die Avenida de Mayo. Zunächst riss man die ältesten öffentlichen Gebäude am Plaza de Mayo ab: Das Polizeihauptquartier (Casa de Policía), die drei nördlichen Torbögen des Stadtratgebäudes Cabildo und das Feuerwehrquartier (Cuartel de Bomberos).
Crespo war krankheitsbedingt aus seinem Amt ausgeschieden und der neue Bürgermeister Francisco Seeber auf Europareise, so dass zu Beginn der Abrissarbeiten vorübergehend Guillermo Cranwell den Posten des Bürgermeisters innehatte. Als Seeber kurze Zeit später zurückkehrte, ähnlich beeindruckt vom Pariser Baustil wie bereits einige seiner Vorgänger und den Kopf voller Ideen, hatte der Bau der ersten großen Geschäftsgebäude am Plaza de Mayo bereits begonnen. Seeber ging daraufhin nach Europa zurück, ohne seine Baupläne auszuführen, und gab sein Amt intern an Francisco Bollini ab. Man wartete auf die Rückkehr Torcuato de Alvears, der sich in Europa von einer Krankheit erholen sollte und das von ihm initiierte Projekt nur zu gerne selbst ausführen wollte. Alvear starb jedoch am 8. Dezember 1890 auf der Rückreise nach Argentinien, ohne die Bauarbeiten an der Avenida jemals zu Gesicht bekommen zu haben.
Bollini sah sich 1890 mit der Wirtschaftskrise konfrontiert und beschränkte sich auf die Verwaltung. Während seiner Amtszeit wurde die Entscheidung gefällt, den Palacio de Gobierno de la Ciudad de Buenos Aires an der Ecke Bolívar / Avenida de Mayo zu errichten. Dessen Bau gestaltete sich jedoch durch die begrenzten Ressourcen als schwierig und kostspielig, da die Enteigneten weiterhin hohe Entschädigungen forderten. Der ursprünglich beschlossene Etat von 4 Millionen Pesos musste auf 10,5 Millionen und schließlich 1892 auf 12,5 Millionen Pesos angehoben werden. Auf Bollini folgte Miguel Cané als Bürgermeister. Obwohl er eine treibende Kraft hinter dem bisherigen Projekt war, musste er sich zurückhalten, um mit den durch die delikate wirtschaftliche Situation begrenzten finanziellen Mitteln auszukommen.

### Eröffnung und Abschluss
Schließlich wurde die Avenida de Mayo unter Canés Nachfolger Federico Pinedo am 9. Juli 1894 mit einer pompösen Zeremonie und unter dem Jubel des Volkes eröffnet. Am Tag zuvor hatte es eine Fackelprozession gegeben, am Tag danach zündete man an der Plaza Lorea ein zwanzigminütiges Feuerwerk. Am westlichen Kopfstück der Straße errichtete man einen großen Torbogen mit der Inschrift 9 de Julio de 1816 – 9 de Julio de 1894. Der Scheinwerfer des Schlachtschiffs Admiral Brown erleuchtete die Plaza de Mayo, deren Springbrunnen sich in chinesische Pagoden verwandelten.
Der eigentliche Abschluss der Bauarbeiten erfolgte erst im September desselben Jahres. Obwohl 85 der 115 betroffenen Grundstücke durch Freistellung von der Steuer billig erkauft werden konnten, beliefen sich die Baukosten auf insgesamt 14 Millionen Pesos.